# L'Économie du couple
L'Économie du Couple is een Frans-Belgische film uit 2016 onder regie van Joachim Lafosse. De film ging op 13 mei 2016 in première op het filmfestival van Cannes in de sectie Quinzaine des réalisateurs.

## Verhaal
Na een relatie van tien jaar en de geboorte van hun tweeling besluiten Boris en Marie te scheiden. Boris heeft niet voldoende financiële middelen om te verhuizen en Marie wil het appartement dat ze samen kochten en door Boris volledig werd gerenoveerd, niet verkopen. Daarom nemen ze de moeilijke beslissing om na de scheiding onder hetzelfde dak te blijven wonen.

## Rolverdeling
| Acteur            | Personage                              |
| ----------------- | -------------------------------------- |
| Bérénice Bejo     | Marie                                  |
| Cédric Kahn       | Boris                                  |
| Marthe Keller     | de moeder van Marie                    |
| Margaux Soentjens | Margaux, de dochter van Marie en Boris |
| Jade Soentjens    | Jade, de dochter van Marie en Boris    |
| Catherine Salée   | Vriendin                               |
| Tibo Vandenborre  | Vriend                                 |
| Philippe Jeusette | Goran                                  |
| Ariane Rousseau   | Vriendin                               |
| Pascal Rogard     | Antoine                                |